# Лимфиорд
Лимфиорд (на датски: Lim Fjord) е система от протоци в Северна Дания съединяващ Северно море с протока Категат на Балтийско море. Той разделя полуостров Ютланд на юг от втория по големина датски остров Венсюсел-Тю (площ 4685 km²), Дължина от запад на изток около 180 km, минимална ширина 0,3 km, преобладаващи дълбочини 3-5 m, максимална 24 m. Протока се състои от обособени езеровидни разширения Нисум Бреднинг, Веньобугт, Кос Бреднинг, Тистед Бреднинг, Льогстьор Бреднинг, Рисгоре Бреднинг, Ловънс Бреднинг, Скивефиорд, Ярбекфиорд и др., съединени помежду си от тесни и криволичещи протоци-ръкави Одезун, Салинг Зун, Вилзун, Агерзун, Лангерак и др. В Лимфиорд са разположени над 90 острова, най-големи са Морс, Фур, Веньо, Егиньо, Ливьо и др. По бреговете му са разположени множество селища, катонай-големи градове и пристанища са Олборг, Ньоресунбю, Льогстьор, Скиве, Нюкьобинг, Тистед, Струер. Важното пристанище на град Олборг е достъпно за големи кораби от изток през канала Лангерак, който редовно се почиства, а фарватерът му е канализиран.
До 1825 г. Лимфиорд е представлявал залив, когато след жестока щормова буря водите на Северно море пробиват тясната пясъчна коса при селището Тюборьон, като образуват канала Тюборьон и по този начин Лимфиорд се превръща в проток, а големия северен полуостров Венсюсел-Тю – в остров.